# Crisópolis
Crisópolis är en kommun i Brasilien.   Den ligger i delstaten Bahia, i den östra delen av landet, 1 200 km öster om huvudstaden Brasília. Antalet invånare är 20 056.
Omgivningarna runt Crisópolis är huvudsakligen savann. Runt Crisópolis är det ganska tätbefolkat, med 56 invånare per kvadratkilometer.